# Мечеть Єні
Мечеть Єні (мак. Јени џамија, назва походить від тур. yeni — новий) — Мечеть, що знаходиться в Бітолі, в Північна Македонія.
Побудована в 1558 з ініціативи каді Махмуда Еффенді. Храм являє собою будівлю з одним куполом, квадратним планом будови і з мінаретом заввишки 40 метрів. Відрізняється багатим візерунком. Археологічні дослідження показали, що мечеть була побудована на місці зруйнованого християнського храму. В цей час в мечеті міститься художня галерея.